# عبد اللطيف بن عبد الله آل الشيخ
عبد اللطيف بن عبد الله بن عبد اللطيف بن إبراهيم بن عبد اللطيف آل الشيخ، شاعر سعودي، ولد في 20 أغسطس 1967 - 15 جمادى الأولى 1387هـ. في مدينة الطائف، المملكة العربية السعودية. الابن الأكبر للشيخ عبد الله بن عبد اللطيف بن إبراهيم بن عبد اللطيف آل الشيخ ووالدته الجوهرة بنت محمد بن إبراهيم آل الشيخ وله شقيقان عبد المجيد ونايف وله شقيقتان: غاده ودلال، ومتزوج من ساره بنت إبراهيم بن عبد العزيز الحجيلان وله منها من الأبناء: خالد، سلمى، جود، فهد.

## بدايته
أحب الشعر في صغره وتعلمه من والده وامه الجوهرة بنت محمد بن إبراهيم آل الشيخ وعمه محمد بن عبد اللطيف بن إبراهيم بن عبد اللطيف آل الشيخ حيث أسهم هؤلاء في حقنه بدماء الشعر، حتى أصبح هوايته وعشقه. وبدأ الكتابة في سن المراهقة الأولى واستمر فيها عبر حياته الجامعية. حتى اشتهر في بداياته بلقب «هاوي» ومازال يؤمن بأنه مازال هاوي، يهوى الرسم والتصوير.

## حياته التعليمية
- 1986 - تخرج من مدارس الرياض الأهلية.
- 1991 - حصل على شهادة البكالوريوس في الأنظمة (قانون) من جامعة الملك سعود، الرياض.

## حياته العملية
بدأ حياته العملية في الأعمال التجارية كشريك في أحد الشركات.
- 1995 - 2000 - التحق بالعمل لدى البنك السعودي الأمريكي.
- 2001 - التحق بالعمل الحكومي في ديوان رئاسة مجلس الوزراء (الديوان الملكي)، كمستشار قانوني، حتى يونيو 2011.
- 2011 - التحق بالعمل مع الأمير عبد العزيز بن فهد بن عبد العزيز آل سعود بن عبدالعزيز كسكرتير خاص.
- 2017 - مستشار رئيس مجلس الإدارة في مؤسسة بدر بن عبد المحسن الحضارية[بحاجة لمصدر].
- عضو مجلس إدارة الاتحاد السعودي للبولو[بحاجة لمصدر].

## شعره
يمتاز شعره بالتوسط ما بين الحداثة والكلاسيكية، حيث يأخذ القارئ في رحلة تتميز بصفاء الأفكار ومتانة السبك ويعيد إحياء عالم الشعر الأصيل.
خلال كل هذه السنوات كان الشعر بمثابة النافذة إلى أعماق ذاته، وقد أصر على عدم نشر شعره مطبوعاً ومشاركته مع الأصدقاء المقربين فقط لفترة طويلة من حياته، إلى أن قرر تغيير ذلك منذ سنوات قليلة.

## المجموعة الشعرية (الكاملة)
المجموعة الشعرية (الكاملة): من أروع ما كتب الشاعر خلال مسيرته الشعرية. ومن بعض ما قال في مجموعته وتغنت به المطربة أصالة نصري:
- سهرت الليل ومـا لليـل آخـر

تعبت وضاع مني الصبر كلّه
- نويت أبعد عن جروحك واسافر

لقيت القلب في دربـك محلّـه
- حبيب الأمس تايه فيك باكـر

وبعدك مالقـى منهـو يدلّه 

## تعاونات فنية
له العديد من القصائد، وتغنى بشعره كبار الفنانين امثال الفنان طلال مداح ومحمد عبده. وقصيدته لو سألت القاع غناء الفنان رابح صقر وقصائد أخرى تغنى بها الفنان عبادي الجوهر والفنانة أصالة نصري. ويذكر أن أول من غنى له الفنان رابح صقر عام 1993. من التعاونات الفنية:
- طلال مداح: عمل واحد بعنوان (في ساعتي).
- محمد عبده: القاك طهر، الحكاية [4]، سيد الموقف، الشاهد الله، طيري معي، لقيتك صدفة.
- عبادي الجوهر: لحظات، أحب فيك الوقت، الجراح، ودّي، سامحيني.
- رابح صقر: كان أول عمل فني في 1993 بعنوان (لو سألت القاع). والعمل الثاني بعنوان (البشارة) في 2015.[5]
- أصالة نصري: (سهرت الليل) 1995.
- صلاح أحمد: (طارت لغيري) و (أوف) 2012.
- خالد سليم: (إقربي) 2012
- وليد الشامي: (الريح انا) 2013 .
- عبد الله الرويشد: (ساحلك) البوم 2013.
- كاظم الساهر: (إستفزيني) 2014.
- عبد الله عبد العزيز: (بغني) و (أزعلك وارضيك) 2014 ، (العيون الممكنة) و (هن) 2015 ، (أقري كفي) 2017.
- أحلام: (أخذت العهد) 2014.
- كارمن سليمان: (أخباري) من ألحان الفنان محمد عبده و (كعب عالي) 2014.[6]
- أنس خالد: (ألقاك) من ألحان الفنان محمد عبده.
- ماجد المهندس: (راح أبريل) 2015 ، (وحشتيني) 2016.
- سيمور جلال: (قرري) 2014.
- فهد الكبيسي: (مسحور) 2014.
- وليد الجيلاني: (الجراءة كرم) 2014.
- أيمن الأعتر: (النظرة) من البوم حال الآوادم 2014.
- أصيل هميم: (روحي) 2015.
- رنا سماحة: (على كيفك) 2015.
- أسامة عبد الرحيم: (بلا ثمن) 2016.
- ليالي: (سلام) 2016.
- عصام كمال: (هيّن) 2016.
- عبد الله سالم: (لولا الجمر) 2017.
- عايض: (ماعلى) و (تعال كلك) 2016 ، (ما فضيت) 2017 ، (تعبت أكذب) و (طارت امانينا) و (وين أراضيك) 2018.
- أنغام: (مستحيل) من البوم راح تذكرني 2018.
- مشاعل: (المعمعة) 2019.
- عبد الرحمن الجنيد: (معجب) 2019

كما يجهز الشاعر آل الشيخ عدة أعمال قادمة مع عدد من الفنانين الآخرين وذلك استعداداً لطرحها في الأسواق الفنية.

## المعارض
قام بكتابة قصائد على أعمال فنانين تشكيليين سعوديين من خلال معرضي:
- معرض نبط - الصين شنغهاي 2010.
- معرض نبط - لبنان بيروت 2011.

## انظر ايضًا
- عبد اللطيف بن إبراهيم بن عبد اللطيف آل الشيخ
- محمد بن إبراهيم آل الشيخ
- آل الشيخ

## وصلات خارجية
- حساب تويتر الرسمي (عبد اللطيف بن عبد الله آل الشيخ)
- برنامج أهم عشرة - عبد اللطيف آل الشيخ - روتانا خليجية (مقابلة شخصية من تقديم الإعلامي سعود الدوسري)